# 陳國是 (萬曆庚子舉人)
陳國是（16世紀—17世紀），字世真，號定達，福建福州府閩縣人，明朝政治人物。

## 生平
陳國是是萬曆二十八年（1600年）庚子科福建鄉試第三十二名舉人，三十七年（1609年）授同安教諭，四十四年（1616年）陞南京國子監博士，四十五年（1617年）陞監丞，其時祭酒打算越權，在他爭辯下未能成事，出為蘇州同知，因魏忠賢專權決定致仕，編纂《內監輯略》一書，在其諷諫下福建不曾為魏忠賢建生祠。

## 引用
1. 1 2  民國《閩侯縣志·卷六十六·列傳四上　明閩縣》：陳國是，字定達，萬厯庚子舉人，由同安教諭遷國子監丞，時祭酒欲以監主越次，國是爭之乃止，出為蘇州同知，會魏忠賢擅柄，遂致仕歸，編《內監輯略》一書，時媚璫者風各省立生祠，鄉搢紳集議未決，國是獨以從容二字諷止之，故各省皆有魏祠，而閩獨無，蓋得其一言之力云。
2. ↑  天啟《續南雍志·卷十一·職官表下》：萬曆監丞……陳國是，世真，福建閩縣人，由舉人，由博士陞，四十五年九月二十三日到任……六堂……萬曆博士……陳國是，世真，福建閩縣人，舉人，萬曆四十四年六月十五日任。